# Mercyful Fate
A Mercyful Fate egy dán heavy metal együttes, mely 1981-ben alakult Koppenhága városában. Az együttes két nagylemez után 1985-ben feloszlott, majd 1992-ben újjáalakultak. A 90-es években több nagylemezt is készítettek, mígnem 1999-ben ismét a feloszlás mellett döntöttek. Az együttes énekese King Diamond, aki az 1980-as évek közepe óta saját neve alatt is ad ki lemezeket. A 80-as években készült két klasszikus Mercyful Fate lemez (Melissa- 1983, Don't Break the Oath -1984) nagy hatást gyakorolt a thrash metal, a progresszív metal, és a power metal stílusokra is. King Diamond arcfestése, valamint az okkultizmussal foglalkozó dalszövegek miatt, egyesek a Mercyful Fate-et nevezik meg a black metal egyik legkorábbi képviselőjének. Ugyan az együttes zenéjére a heavy metal a legmegfelelőbb stílusmeghatározás, de a későbbi black metal hullám kialakulásában is fontos szerepet játszottak

## Pályafutás

### 1981-1985
Az együttest King Diamond énekes és Hank Shermann gitáros hozta létre 1981-ben, Koppenhágában. Diamond korábban a Black Rose hard rock/heavy metal együttes énekese volt, míg Shermann egy Brats nevű punk zenekarban játszott. Kettejükhöz csatlakozott Michael Denner (ex-Danger Zone) gitáros, és Timi Hansen basszusgitáros. Kezdetben több tagcsere is sújtotta az együttest (Denner egy rövid időre kiszállt, majd visszajött), de a legfőbb gondot a dobos hiánya jelentette a zenekarnak. Végül Kim Ruzz lett az együttes állandó dobosa, majd az együttes egy The Mercyful Fate EP című 4 dalos anyaggal mutatkozott be, melyet két demó is megelőzött 1981-ben. A kiadvány borítója és dalszövegei révén nagy hatást gyakorolt a későbbi black metal hullám első képviselőire. A megjelenést követően a zenekar 1983. júliusában stúdióba vonult, hogy rögzítse debütáló nagylemezét. A Henrik Lund producerkedésével készült album a Melissa címet kapta, és 1983. október 30-án jelent meg a Megaforce és a Roadrunner kiadásában. Az anyag igazi underground szenzációnak bizonyult, mely később metal együttesek százaira gyakorolt felbecsülhetetlen hatást.
A folytatás 1984-ben érkezett meg a Don't Break the Oath képében, mely tartotta elődje magas színvonalát. Ugyan az együttest kedvezően fogadták a kritikusok és a heavy metal rajongók, de szélesebb ismertségre ezzel a lemezzel sem sikerült szert tenniük. Az együttes leginkább Európában és a skandináv országokban vált ismertté, de 1984-ben már az Amerikai Egyesült Államokban is turnéztak. A Henrik Lund producelte Don't Break the Oath lemezt ismét a Roadrunner adta ki, mely az évek múlásával elődjéhez hasonlóan szintén klasszikussá vált. Ekkoriban Diamond és Shermann között egyre inkább kiéleződtek a nézeteltérések, ezért Diamond hamarosan kilépett. Az énekes egy saját zenekart hozott létre, melyhez csatlakozott Hansen és Denner is. Diamond saját neve nyomán a King Diamond nevet adta együttesének, mely máig aktívan készíti a lemezeket és ad koncerteket. Shermann ezt követően nem folytatta tovább a Mercyful Fate-et helyette létrehozta a Fate zenekart, mellyel a melodikus hard rock irányába indult el.

### 1992–napjainkig
A zenekar 1985-ben bekövetkezett feloszlása után több válogatáslemez is megjelent, majd 1992-ben bejelentették az együttes újjáalakulását. A '80-as évekbeli felállás annyiban változott, hogy Morten Nielsen dobolt Kim Ruzz helyén. Ezt követően a Mercyful Fate leszerződött a Metal Blade kiadóhoz, majd nekiálltak rögzíteni a harmadik nagylemezüket. Az In the Shadows című anyag 1993-ban jelent meg, melynek Return of the Vampire című dalában az együttes nagy rajongója Lars Ulrich dobolt. A következő album Time címmel jelent meg 1994-ben, melyen új ritmusszekció mutatkozott be. A basszusgitáros az a Sharlee D'Angelo lett, aki az Arch Enemy-nek is a tagja, míg a dobos Snowy Shaw lett (Therion, Dream Evil, Dimmu Borgir stb.) Az 1996-os Into the Unknown albumon már Bjarne T. Holm dobolt, aki az 1998-as Dead Again lemezen is játszott. Utóbbin már az a Mike Wead gitározott Michael Denner helyén, aki többek között a The Haunted, az Edge of Sanity, és a Candlemass zenekarokban is megfordult. 1999-ben jelent meg az együttes utolsó nagylemeze a 9, melyen szintén a King Diamond-Sharlee D'Angelo-Mike Wead-Hank Shermann-Bjarne T. Holme felállás volt hallható.

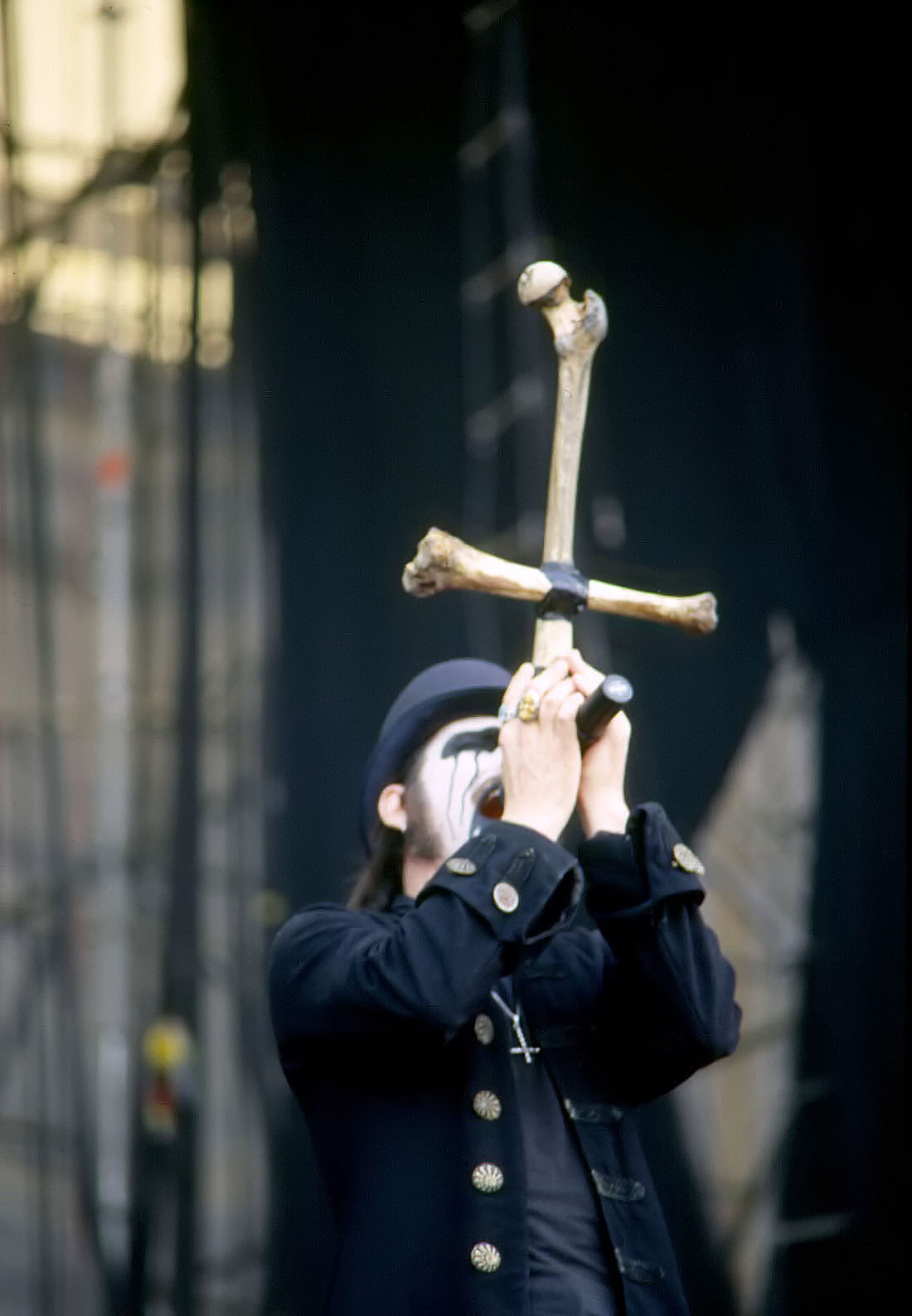
Látványos előadás. King Diamond az együttes énekese 2006-ban.

A lemezmegjelenést követően a zenekar ismét feloszlotta magát. Diamond folytatta szólókarrierjét, míg Shermann, Denner, Holm a King Diamond zenekarából is ismerős Hal Patino basszusgitárossal létrehozták a Force of Evil formációt. Egy 2008. márciusi interjúban King Diamond kijelentette, hogy az együttes "hibernált" állapotban van, és hozzátette, hogy nem tekinti lezártnak a Mercyful Fate történetét.
2008-ban az együttes felkérést kapott a Guitar Hero: Metallica című videójáték részéről, melyben az Evil és a Curse of the Pharaohs című dalok csendültek fel. Mivel a szerzemények eredeti felvételei elvesztek, ezért Hank Shermann, Michael Denner, Timi Hansen, Bjarne T. Holm és King Diamond újra feljátszotta a szóban forgó két dalt. 2010. novemberében bejelentésre került a hír miszerint a közeljövőben egy Mercyful Fate DVD fog megjelenni, melyre ritkaságok, illetve soha nem látott archív felvételek fognak kerülni.
Hank Shermann egy 2010. júniusában adott interjúban pedig kijelentette, hogy új lemez is várható az együttestől.

## Zene, stílus
A Mercyful Fate egy heavy metal zenekar, de zenéjükben fellelhetőek speed metal és power metal elemek is. A 80-as években készült két nagylemezüket a műfaj klasszikusai közé sorolják a szakemberek, melyek nagy szerepet játszottak a black metal első hullámának kialakulásában is. Az együttes egyik fő ismertetőjegye King Diamond falzett éneke, mely rendkívül széles hangterjedelemről tesz tanúbizonyságot. Stílusa, valamint extrém sikolyai egyből felismerhetővé teszik az együttes hangzását, melynek kialakításában nagy szerepet kap a Hank Shermann-Michael Denner gitárduó játéka is. Komplex riffjeik és váltott szólóik nagy hatást gyakoroltak a későbbi metal gitárosokra, bár nevüket csak egy szűkebb réteg jegyzi. A hangzáskép kialakításában fontos szerepet játszott a Timi Hansen-Kim Ruzz ritmusszekció is, mely gyakran operált a heavy metal stílusában szokatlanul komplex ritmusokkal.
Az együttes felbecsülhetetlen hatást gyakorolt a későbbi metal zenekarokra, dalaikat olyan együttesek dolgozták fel, mint például az Emperor, az Immolation, vagy a Dark Tranquillity.
A Metallica pedig a Garage Inc. lemezen egy 11 perces Mercyful Fate egyveleggel rótta le tiszteletét a zenekar előtt.

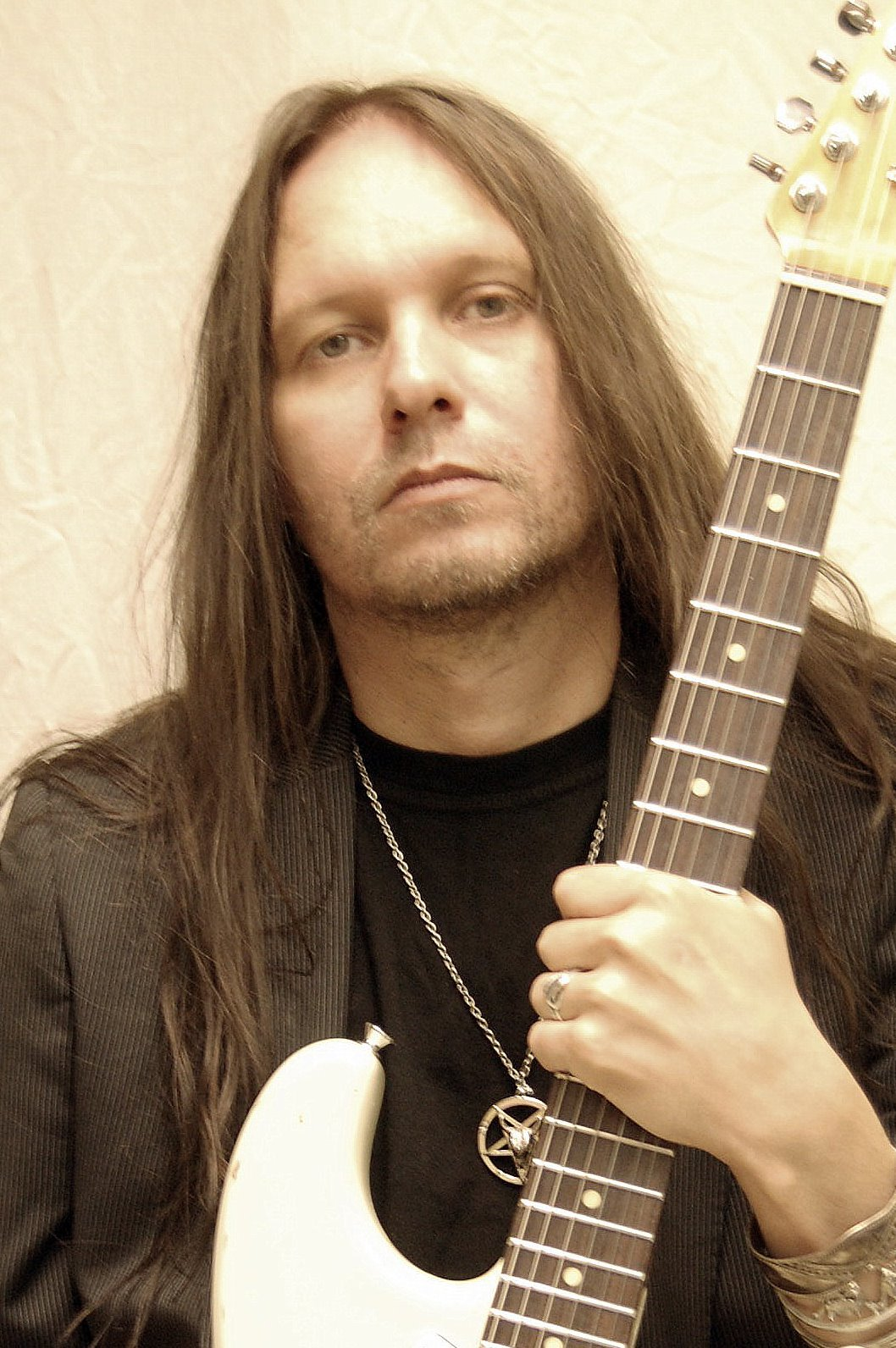
Mike Wead az 1998-as Dead Again album óta a Mercyful Fate gitárosa.

Az együttes megjelenésében is nagy mértékben befolyásolta a későbbi metal stílusokat. King Diamond arcfestése, valamint a zenekar által használt sátánista, okkult szimbólumok használata, nagymértékben befolyásolta a korabeli black metal és death metal zenekarokat is. Diamond mikrofonállvány gyanánt egy emberi csontvázat használ, mely a "Melissa" nevet kapta. Az együttes dalszövegei horror történeteket mesélnek el, melyek gyakran kapcsolatban állnak egymással. Több albumon is szerepel Melissa a szellem, aki látható az In the Shadows album borítóján is.

## Tagok

### Jelenlegi Tagok
- King Diamond - ének, billentyűs hangszerek (1981–1985, 1992–napjainkig)
- Hank Shermann - gitár (1981–1985, 1992–napjainkig)
- Mike Wead - gitár (1996–napjainkig)
- Bjarne T. Holm - dob (1994–napjainkig)
- Sharlee D'Angelo - basszusgitár (1993–napjainkig)

### Korábbi Tagok
- Michael Denner - gitár (1982–1985, 1992–1996)
- Timi Hansen - basszusgitár (1981–1985, 1992–1993)
- Kim Ruzz - dob (1981–1985)
- Tommie "Snowy Shaw" Helgesson - dob (1993–1994)

### Kisegítő zenészek
- Lars Ulrich - dob (1993)
- Old Nick - dob(1992)
- Morten Nielson - dob (1993)

## Diszkográfia

### Nagylemezek
- Melissa (1983)
- Don't Break the Oath (1984)
- In the Shadows (1993)
- Time(1994)
- Into the Unknown (1996)
- Dead Again (1998)
- 9 (1999)

### Válogatáslemezek
- The Beginning (1987)
- Return of the Vampire (1992)
- A Dangerous Meeting (1992)
- The Best of Mercyful Fate (2003)

### EP-k
- The Mercyful Fate EP (1982)
- The Bell Witch (1994)